# BRM・P138
BRM・P138 は、ブリティッシュ・レーシング・モータースが1968年および1969年のF1世界選手権に投入したフォーミュラ1カー。レン・テリーが設計し、3.0リッターの自社製V12エンジンを搭載した。

## レース戦績

### 1968
P138は1968年シーズンの2戦に投入されたが、いずれのレースもエンジントラブルでリタイアとなった。第9戦ではペドロ・ロドリゲスがドライブし、第11戦ではボビー・アンサーがドライブした。
BRMは28ポイントを獲得しコンストラクターズランキング5位でシーズンを終えたが、すべてのポイントがP126ととP133によるものであった。

### 1969
開幕戦南アフリカグランプリではジョン・サーティースとジャッキー・オリバーが起用された。サーティースはP138をドライブし、オリバーはP133をドライブした。サーティースはエンジントラブルでリタイアした。第2戦のスペイングランプリでサーティースは5位に入賞した。モナコグランプリでサーティースはギアボックスのトラブルが生じ、ジャック・ブラバムが追突してリタイアとなった。オランダグランプリでは9位で完走する。BRMは続くフランスグランプリをチーム再建のため欠場し、イギリスグランプリにはP139を投入した。しかしながらドイツグランプリでは再びP138が投入された。ジャッキー・オリバーはオイル漏れのためリタイアした。イタリアグランプリではオリバーが2台目のP139をドライブしたためP138は使用されなかった。カナダグランプリではカナダ人ドライバーのビル・ブラックがP138をドライブ、10周遅れのため非完走扱いとなった。アメリカグランプリからブラックに代わってジョージ・イートンが起用されたが、アメリカではエンジントラブルでリタイア、最終戦メキシコグランプリではギアボックストラブルでリタイアとなった。
BRMは7ポイントを獲得しコンストラクターズランキング5位でシーズンを終えたが、ポイントを獲得したのはP133とP139であった。

## F1における全成績
(key)（太字はポールポジション、斜体はファステストラップ）
| 年      | チーム                                     | エンジン          | タイヤ | ドライバー           | 1   | 2   | 3   | 4   | 5   | 6   | 7   | 8   | 9   | 10  | 11  | 12  | ポイント | 順位  |
| ------- | ------------------------------------------ | ----------------- | ------ | -------------------- | --- | --- | --- | --- | --- | --- | --- | --- | --- | --- | --- | --- | -------- | ----- |
| 1968年  | オーウェン・レーシング・オーガニゼーション | BRM P142 3.0l V12 | G      |                      | RSA | ESP | MON | BEL | NED | FRA | GBR | GER | ITA | CAN | USA | MEX | 28 1     | 5位 1 |
| 1968年  | オーウェン・レーシング・オーガニゼーション | BRM P142 3.0l V12 | G      | ペドロ・ロドリゲス   |     |     |     |     |     |     |     |     | Ret |     |     |     | 28 1     | 5位 1 |
| 1968年  | オーウェン・レーシング・オーガニゼーション | BRM P142 3.0l V12 | G      | ボビー・アンサー     |     |     |     |     |     |     |     |     |     |     | Ret |     | 28 1     | 5位 1 |
| 1969年  | オーウェン・レーシング・オーガニゼーション | BRM P142 3.0l V12 | D      |                      | RSA | ESP | MON | NED | FRA | GBR | GER | ITA | CAN | USA | MEX |     | 7 2      | 5位 2 |
| 1969年  | オーウェン・レーシング・オーガニゼーション | BRM P142 3.0l V12 | D      | ジョン・サーティース | Ret | 5   | Ret | 9   |     |     |     |     |     |     |     |     | 7 2      | 5位 2 |
| 1969年  | オーウェン・レーシング・オーガニゼーション | BRM P142 3.0l V12 | D      | ジャッキー・オリバー |     |     |     |     |     |     | Ret |     |     |     |     |     | 7 2      | 5位 2 |
| 1969年  | オーウェン・レーシング・オーガニゼーション | BRM P142 3.0l V12 | D      | ビル・ブラック       |     |     |     |     |     |     |     |     | NC  |     |     |     | 7 2      | 5位 2 |
| 1969年  | オーウェン・レーシング・オーガニゼーション | BRM P142 3.0l V12 | D      | ジョージ・イートン   |     |     |     |     |     |     |     |     |     | Ret | Ret |     | 7 2      | 5位 2 |
| Source: |                                            |                   |        |                      |     |     |     |     |     |     |     |     |     |     |     |     |          |       |

^1 ポイントはBRM・P126とBRM・P133による。
 ^2 ポイントはBRM・P133とBRM・P139による。

## 参照
1. 1 2  Stats F1. “BRM P138”. 2014年5月1日閲覧。
2. ↑  “Grand Prix results, Italian GP 1968”. grandprix.com. 2016年10月12日閲覧。
3. ↑  “Grand Prix results, United States GP 1968”. grandprix.com. 2016年10月12日閲覧。
4. ↑  “Grand Prix results, South African GP 1969”. grandprix.com. 2016年10月12日閲覧。
5. ↑  “Grand Prix results, Spanish GP 1969”. grandprix.com. 2016年10月12日閲覧。
6. ↑  “Grand Prix results, Monaco GP 1969”. grandprix.com. 2016年10月12日閲覧。
7. ↑  “Grand Prix results, Dutch GP 1969”. grandprix.com. 2016年10月12日閲覧。
8. ↑  “Grand Prix results, German GP 1969”. grandprix.com. 2016年10月12日閲覧。
9. ↑  “Grand Prix results, Canadian GP 1969”. grandprix.com. 2016年10月12日閲覧。
10. ↑  “Grand Prix results, United States GP 1969”. grandprix.com. 2016年10月12日閲覧。
11. ↑  “Grand Prix results, Mexican GP 1969”. grandprix.com. 2016年10月12日閲覧。
12. ↑  Small, Steve (1994). The Guinness Complete Grand Prix Who's Who. Guinness. pp. 79, 124, 271, 321, 371 and 396. ISBN 0851127029